# Kantonsschule Freudenberg
Die Kantonsschule Freudenberg (KFR) in Zürich ist ein öffentliches Gymnasium des Kantons Zürich. Sie teilt sich mit der Kantonsschule Enge die Schulhausanlage Freudenberg im Quartier Enge, die in den Jahren 1954–1960 nach den Plänen von Jacques Schader errichtet wurde. Sie gehört zu den bedeutendsten Werken der schweizerischen Architektur in der zweiten Hälfte des 20. Jahrhunderts und steht seit 1987 unter Denkmalschutz.

## Lehrgänge
Die Kantonsschule Freudenberg ist ein Langgymnasium und führt in einem sechsjährigen Lehrgang zu einer eidgenössisch anerkannten Matur mit sprachlichem Profil, wobei sowohl eine alt- wie auch eine neusprachliche Ausrichtung möglich ist. Seit dem Schuljahr 2010/2011 besteht an der KFR die Wahlmöglichkeit eines Immersionslehrgangs Deutsch-Französisch. Im Liceo Artistico, das der KFR angeschlossen ist, wird eine zweisprachige Matur Italienisch-Deutsch angeboten. Die Profilwahl erfolgt nach der zweijährigen Ausbildung am Progymnasium, das an die 6. Klasse der Primarschule anschliesst.

## Geschichte
Der Kanton Zürich liess zwischen 1954 und 1961 auf dem Areal des früheren Landgutes Freudenberg der Familie Bodmer im Quartier Enge vom Architekten Jacques Schader eine neue Schulhausanlage erbauen, um die Kantonale Handelsschule mit ca. 700 Schülern und einen Teil des Realgymnasiums der Kantonsschule Zürich mit ca. 500 Schülern aufzunehmen. 1959 bezogen diejenigen Schüler des Realgymnasiums, die links vom Zürichsee und der Limmat wohnten, das nördliche Gebäude der Schulhausanlage Freudenberg und bildeten bis 1976 das «Gymnasium Freudenberg» mit den alten Maturitätstypen A, B und D. Das Gymnasium teilte sich von Beginn an mit der Kantonalen Handelsschule den naturwissenschaftlichen Trakt. Diese räumliche Verbindung besteht bis heute mit der Kantonsschule Enge, die als Wirtschaftsgymnasium aus der alten Handelsschule entstand.
1976 wurde das Gymnasium Freudenberg in «Kantonsschule Freudenberg, Literatur- und Realgymnasium» umbenannt. Die heutige Kantonsschule Enge trug die Bezeichnung «Kantonsschule Freudenberg, Wirtschaftsgymnasium und Handelsschule». Diese umständlichen und verwirrlichen Bezeichnungen wurden aber bereits 1979 zugunsten von «Kantonsschule Freudenberg» und «Kantonsschule Enge» fallen gelassen. Seit der Einführung des neuen Corporate Design des Kantons Zürich 2013 wird die Einheit des Alt-Neusprachlichen Gymnasiums Freudenberg und des Liceo Artistico als «Kantonsschule Freudenberg» bezeichnet, das Gymnasium selbst nennt sich entsprechend «Gymnasium Freudenberg». Gleichzeitig mit den anderen Kantonsschulen in der Stadt Zürich führte das Gymnasium Freudenberg 1976 die Koedukation ein. Heute zählt das Gymnasium rund 660 Schüler und rund 123 Lehrpersonen.

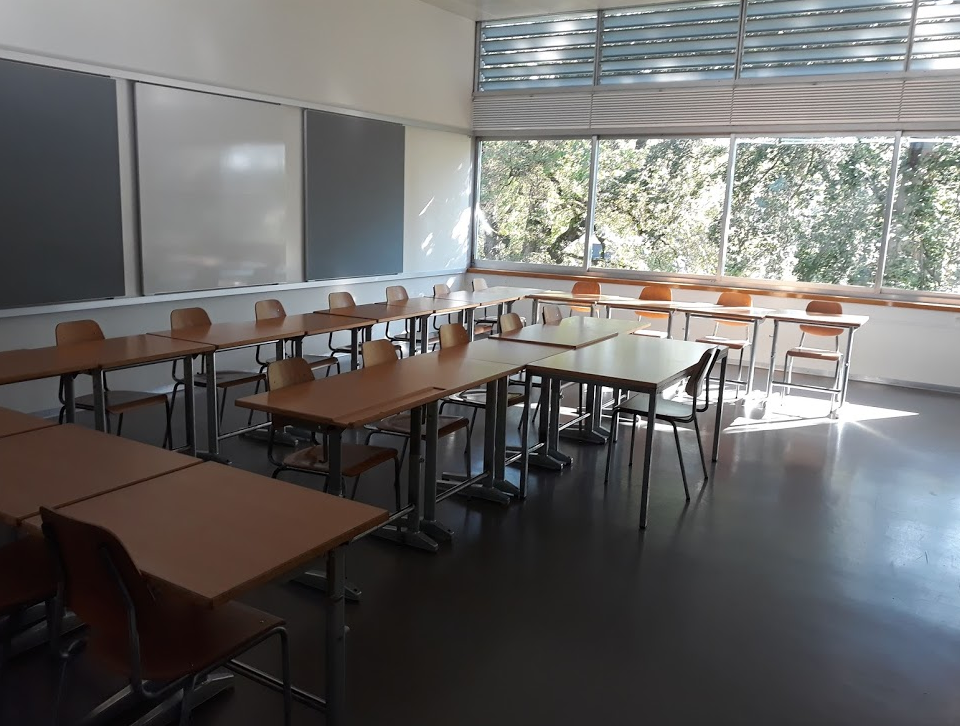
Schulzimmer der Kantonsschule Freudenberg

## Bekannte Schüler
- Jürg Conzett (* 1956), Bauingenieur

## Rektoren
- Valeria Gemelli, 2018–
- Niklaus Schatzmann, 2007–2017
- Hanspeter Zweimüller, 1991–2007
- Heinrich Marti (1930–2016), 1975–1990
- Max Herter, 1970–1975
- Eduard Wyss, 1963–1970
- Max Allenspach (1898–1983), 1959–1963